# Bidai
Bidai (Beadeye, Bedias, Biday, Viday).- Attacapan pleme Indijanaca u krajevima između rijeka Brazos i Trinity u Teksasu, u okruzima Grimes, Houston, Madison, Walker, i Trinity. Španjolski dokumenti spominju ih 1691. pod imenom "Bidey" u susjedstvu Caddoan plemena Hasinai, pa ih možda zato Hodge svrstava u Caddoance. Godine 1718. i 1720. François Simars de Bellisle piše o njima da su agrikulturan narod nastanjen blizu rijeke Trinity u Teksasu. Već 1748. – 1749. neki Bidai zapisani su na misiji San Francisco Xavier de Horcasitas, i prije na San Ildefonso, utemeljene za njih, Akokise i Deadose, što su se nalazile blizu Rockdalea. Ove misije kasnije (1755) su napuštene. Godine 1756. – 1757. utemeljena je za ista plemena misija Nuestra Señora de la Luz, na donjem toku Trinityja, gdje su se neki Bidai zadržali kraće vrijeme. 1770.-tih godina oni su u savezu s Francuzima, i prodaju vatreno oružje Lipan Apačima, neprijateljima Španjolaca. Ipak, 1776. – 1777. pogađa ih neka epidemija i prepolovi im populaciju, da bi već 1820. preživjelo tek nekoliko Bidai grupica. Neki se priključiše Akikisama, drugi Koasatima, što življaše u blizini, nakon čega su preseljeni svi zahjedno na Brazos Indian Reservation u okrug Young, u Teksasu. Svoj put završili su u Oklahomi, gdje im se ubrzo izgubio identitet. Godine 1830. Jean Berlandier piše o Bidaima, da su pleme koje živi od lova, i veoma siromašno. 

## Vanjske poveznice
- Bidai Indians
- Nuestra Señora de la Luz Mission
- Bidai Indian History